# Astragalus korolkowii
Astragalus korolkowii es una especie de planta del género Astragalus, de la familia de las leguminosas, orden Fabales.

## Distribución
Astragalus korolkowii se distribuye por Tayikistán y Uzbekistán.

## Taxonomía
Fue descrita científicamente por Bunge. Fue publicada en Astrag. Fedsch. 230.